# ملكة جمال أمريكا 2006
مسابقة ملكة جمال أمريكا 2006 ، هي مسابقة ملكة جمال أمريكا التاسعة والسبعين، عقدت في لاس فيغاس ستريب في بارادايس، نيفادا يوم السبت، 21 يناير 2006.
تم بث المسابقة مباشرة على شاشة CMT من مسرح الفنون المسرحية في منتجع وكازينو علاء الدين، وهي المرة الأولى التي تقام فيها المسابقة خارج أتلانتيك سيتي. عقدت المسابقة بعد أربعة أشهر من المعتاد.
في ختام الليلة الأخيرة من المنافسة، توج داونز جنيفر بيري من أوكلاهوما كخليفة لها. كانت هذه هي المرة الأولى منذ عام 2001 التي لم يكن فيها الفائز بالمسابقة مطربًا ؛ كان بيري أيضًا حامل اللقب الأول منذ أن فاز أيضًا بجائزة المواهب الأولية.

## النتائج

### المراكز النهائية
| النتائج النهائية      | اسم المتنافسة |
| --------------------- | --- |
| ملكة جمال أمريكا 2006 | - أوكلاهوما - جنيفر بيري |
| الوصيفة الأولى        | - جورجيا - مونيكا بانغ |
| الوصيفة الثانية       | - ألاباما - اليكسا جونز |
| الوصيفة الثالثة       | - فرجينيا - كريستي لورين غلاكاس |
| الوصيفة الرابعة       | - مقاطعة كولومبيا - شانون شامبو |
| أفضل 10               | - أركنساس - يودورا موسبي - فلوريدا - ماري ويلنسكي - بنسيلفانيا - نيكول بروير - كارولاينا الجنوبية - إيريكا باول - تكساس - مورغان ماتلوك |